# Listă de sculptori suedezi
Aceasta este o listă de sculptori suedezi.

## B
- Willem Boy

## D
- Carl Johan Dyfverman

## E
- Carl Eldh
- Christian Eriksson

## F
- Axel Magnus Fahlcrantz

## M
- Carl Milles

## O
- Edvin Öhrström

## S
- Johan Tobias Sergel
- Carl Eneas Sjöstrand